# Pilguse laht
Pilguse laht ist eine Bucht in der Landgemeinde Saaremaa im Kreis Saare auf der größten estnischen Insel Saaremaa. In der sich nach Süden öffnenden Bucht liegen die Inseln Mõndalaid, Pitkakivi rahu, Nasvarahu, Hüljetlaid, Väikerahu Suurrahu, Mariserahu und elf weitere namenlose Inseln. 100 Meter entfernt liegt der See Kaabna järv und 300 Meter entfernt der Ort Koovi.